# Advance!
Advance! è un album di Philly Joe Jones, pubblicato dalla Galaxy Records nel 1978. Il disco fu registrato il 10-12 ottobre del 1978 (stessa sessione del successivo Drum Song) al "Fantasy Studios" di Berkeley, California.

## Tracce
Lato A
1. Trailways – 6:54 (Philly Joe Jones)
2. Invitation – 6:57 (Bronislau Kaper, Paul Francis Webster)
3. Helena – 5:56 (Atlee Chapman)

Lato B
1. Midnight Waltz – 10:58 (Cedar Walton)
2. Smoke Gets in Your Eyes – 8:12 (Jerome Kern, Otto Harbach)

## Musicisti
- Philly Joe Jones  - batteria
- Charles Bowen, Jr.  - sassofono soprano (brano : A1)
- Charles Bowen, Jr.  - sassofono tenore (brano : A3)
- Harold Land  - sassofono tenore (brani : A1, A2 & A3)
- Blue Mitchell  - tromba (brani : A2, A3 & B2)
- Blue Mitchell  - flugelhorn (brano : A1)
- Slide Hampton  - trombone (brani : A1 & A3), arrangiamenti
- Cedar Walton  - pianoforte
- Marc Johnson  - contrabbasso